# خلية عصوية
العصي أو الخلايا النبوتية أو الخلايا العصوية (بالإنجليزية: Rod cell أو Rods) هي خلايا مستقبلة للضوء في شبكية العين . تعمل الخلايا النبوتية في ظروف إضاءة أخف مما تعمل فيه الخلايا المستقبلة للضوء الأخرى، مثل الخلايا المخروطية. وتسمى بالعصوية بسبب شكلها الأسطواني الطويل . وتتركز في الحافات الخارجية للشبكية حول مركز الشبكية، وتستخدم في الرؤية المحيطية (peripheral vision) والرؤية في الظلام . يوجد حوالي 120 مليون خلية نبوتية في شبكية العين البشرية، وهي أكثر حساسية من الخلايا المخروطية، فتعتبر المسؤولة كاملا تقريبا عن الرؤية الليلية.

## تكوينها ووظيفتها

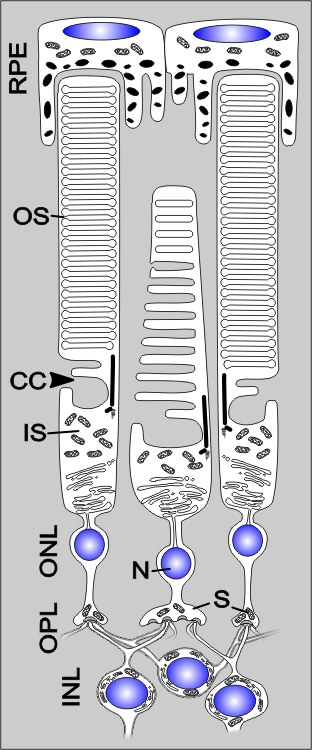
رسم توضيحي لخلايا عصوية وخلايا مخروطية في شبكية العين.

تتكون كل من الخلايا العصوية والخلايا المخروطية من جسم الخلية وتشابك عصبي وجزء متخصص للرؤية : الجزئين الداخلي والخارجي. في الجزء الخارجي OS يجري توصيل إشارة الرؤية عن طريق جزيئات رؤية اللون . وتتكون تلك الجزيئات البصرية من مجموعة من حاملات اللون (ريتينال) مرتبطة بـ غليكوبروتين (أوبسين). وتوجد تلك الجزيئات موزعة في عدد كبير (أكثر من 1000 ) من الأقراص الغشائية في الشبكية . الأجزاء الخارجية للعصيان تكون طويلة وذات مقطع صغير ويغطي كل منها نسيج غطائي يحمل الاصباغ RPE . يرتبط الجزء الخارجي OS عن طريق هدب CC بالجزء العصوي الداخلي للخلية المحتوي على متقدرات الخلية، ثم يأتي جزء الخلية المحتوي على النواة N وتنتهي من أسفل بمحور عصبي وتشابك عصبي OPL . هنا توجد التشابكات العصبية متعددة في أشكال حزمية أو مسطحة وتتصل المنطقة النشطة للتشابك العصبي INL .
تتشابك بالتشابكات العصوية عدد كبير من الحويصلات ، وتختلف عن الناقلات العصبية العادية في انها تنتج عددا كبيرا من الناقلات العصبية في الثانية . في الظلام تنتج ناقلات عصبية من الجلوتامات . ويعمل هذا الحمض كمنشط لمؤخرة للتشابك العصبي . فإذا سقط ضوء على مستقبل الضوء فتنغلق قنوات الأيونات في الغشاء الخلوي بسبب توصيل الإشارة . وتصبح مستفبلات الضوء زائدة الاستقطاب وتتوقف عن إنتاج الناقلات العصبية. ثم تنفتح قنوات الأيونات في الخلايا التالية وبذلك تمر الإشارة إلى عصب العين .

## الحساسية للضوء

توزيعات الحساسية للضوء للمستقبلات الضوئية في عين الإنسان : في الخلايا النبوتية (منحنى أسود متقطع) و في الثلاثة أنواع من الخلية المخروطية (أزرق، وأخضر، وأحمر).

تحتوي الخلايا النبوتية للإنسان على أحد أنواع صبغة الرؤية رودوبسين التي تبلغ حساسيتها أقصى ما يمكن للضوء عند طول موجة 500 نانومتر - أي للون بين الأخضر والأزرق. الخلايا العصوية هي التي تقوم بالرؤية في الظلام وهي مهمة للرؤية خلال الليل، حيث أنها شديدة الحساسية للضوء الضعيف .أولا تستطيع الخلايا النبوتية التفرقة بين الألوان، حيث أن جميع الخلايا العصوية لها نفس الحساسية لطيف الضوء، على عكس الخلايا المخروطية التي لكل منها حساسية عبر نطاق متميز من نطاقات الطيف، في الحيز الأخضر والأزرق والأحمر (أنظر الشكل البياني). في الجزء المحيط لمركز الشبكية في محيط نحو 5 - 6 مليمتر تغلب وجود الخلايا العصوية، وبذلك يستطيع الإنسان الرؤية المحيطية في الظلام بنسبة أحسن عن بصره في مركز الشبكية . ويوجد في العين البشرية نحو 120 مليون من الخلايا النبوتية (العصوية).

رسم توضيحي للشبكية مرصعة بالخلايا النبوتية والمخروطية}})

يرجع سبب الحساسية الكبيرة للخلايا العصوية بمقارنتها بحساسية الخلايا المخروطية للضوء إلى سببين:
- أن الأغطية الصبغية في قمم الخلايا النبوتية أكثر حساسية للضوء . فكل فوتون يسقط عليها يؤدي إلى سلسلة عمليات بين في داخل الخلية وحدوث فرق حهد كهربائي على الغشاء مقداره نحو 1 ميلي فولط. أما الخلية المخروطية فهي تحتاج إلى عدد كبير من الفوتونات (200 فوتون على الأقل) لإحداث إشارة تنتقل إلى خلايا تحتها .
- ويكمن السبب الثاني في التشابك العصبي لمستقبلات الضوء مع الخلايا التحتية . ويمكن القول بأن عددا كبيرا من الخلايا النبوتية توصل إشارتها إلى عقدة خلايا عصبية واحدة عبر خلايا ثنائية الأقطاب. هذا بالمقارنة بأن الخلية مخروطية تكون موصولة في معظم الأمر بخلية جانليونية واحدة تتلوها وتوصل الإشارة لها . أي أن المعلومات الآنية من الخلايا العصوية تزيد بمعدل أكبر عنها في الخلايا المخروطية .

وهذا يوضح سبب أن الخلايا العصوية تكون أقل توضيحا للرؤية المحيطية (أقل تباين)، مثلما يحدث في الليل حيث يصعب تحديد معالم (الخطوط الخارجية ) للشيء. فإذا وصلت إشارة إلى خلية جلجونية ( حيث تخرج منها إشارة في طريقها إلى الدماغ) أتية من خلية عصوية، فتلك الإشارة يمكن أن تصدر من عدد من الخلايا العصوية المختلفة المتصلة سويا بتشابك عصبي واحد (synaps). هذا يعمل على توزع نقطة الصورة في بقعة، فتكون الصورة غير دقيقة.
على عكس ذلك، إذا حصلت خلية جانجليونية على إشارة من خلية مخروطية فإن النقطة الضوئية تسقط بالتمام على الموقع الدقيق من الشبكية، حيث تتصل بها عدد قليل من الخلايا المخروطية .

## اقرأ أيضا
| - خلية مخروطية - خلية رؤية - دالة لمعان - دالة اللمعان (فلك) - مستقبل ضوء (بيولوجيا) - ريتينال - شبكية العين - التفاعلات الكيميائية في عملية النظر - انشقاق الشبكية - التهاب القزحية | - تطور العين - فحص العين - عصبون الشبكية - بقعة الشبكية - نقرة مركزية - خلية أماكرين - خلية عصبية ثنائية القطب |  |

## روابط خارجية
- NIF Search - Rod Cell نسخة محفوظة 4 مارس 2016 على موقع واي باك مشين. via the Neuroscience Information Framework